# Z (ZONE)
Pour les articles homonymes, voir Z.
Albums de ZONE
O
(2002)
Singles
Z est le 1er album du groupe ZONE, sorti sous le label Sony Music Records le 14 février 2002 au Japon.

## Présentation
L'album atteint la 2e place du classement de l'Oricon, et reste classé pendant 11 semaines. Il sort en format CD. L'album contient huit pistes dont, les face-A de leurs quatre  premiers singles GOOD DAYS, Secret Base ~Kimi ga Kureta Mono~, Dai Bakuhatsu No.1 et Sekai No Hon No Katasumi Kara; trois chansons inédites et une nouvelle version de Secret Base ~Kimi ga Kureta Mono~ au piano. C'est l'album le mieux vendu du groupe. Il est sorti le même jour que le single Yume No Kakera.

## Liste des titres
| 1. | Kaze no Hajimaru Basho (風のはじまる場所)                                                | 4:02 |
| 2. | GOOD DAYS                                                                                | 3:33 |
| 3. | Dai Bakuhatsu No.1 (大爆発NO.1)                                                          | 4:03 |
| 4. | Sekai No Hon No Katasumi Kara (世界のほんの片隅から)                                     | 4:18 |
| 5. | Boku no Soba ni... (ボクの側に...)                                                       | 4:14 |
| 6. | Secret Base ~Kimi ga Kureta Mono~ (secret base～君がくれたもの～)                        | 6:44 |
| 7. | Orange no Yuuhi (オレンジの夕日)                                                         | 4:43 |
| 8. | Secret Base ~Kimi ga Kureta Mono~ Piano Ver. (secret base ～君がくれたもの～ Piano Ver.) | 2:28 |